# The Other Half of the Sky: A China Memoir
The Other Half of the Sky: A China Memoir ist ein US-amerikanischer Dokumentarfilm von Shirley MacLaine und Claudia Weill aus dem Jahr 1975. Der Film schildert den dreiwöchigen Besuch einer Gruppe US-amerikanischer Frauen im Frühjahr 1973 in China. 1976 war der Film für einen Golden Globe und einen Oscar nominiert.

## Hintergrund
Die Delegation war ein Ergebnis der Bemühungen der Regierung unter Richard Nixon, die US-amerikanisch-chinesischen Beziehungen wieder aufzunehmen. Neben MacLaine selbst gehörten der Gruppe sieben weitere Delegierte verschiedener Herkunft, sozioökonomischer Stellung und unterschiedlichen Alters sowie vier Filmcrew-Mitglieder an. In Begleitung von Vertretern der chinesischen Regierung besuchten die Frauen Peking, Shanghai, Guangzhou und Hangzhou. Daneben erlebten sie die Kaiserschnitt-Geburt eines Kindes unter Akupunktur-Anästhesie und besuchten Farmen, Wohnstätten, Schulen und Kindergärten. Insgesamt legten sie 2.000 Meilen zurück.

## Rezeption
In der New York Times befand A. H. Weiler, mit The Other Half of the Sky sei MacLaine ein „professioneller, wenn nicht sogar erfüllender“ Film gelungen, der ihr frauenpolitisches Ansehen als Filmstar, Autorin, Produzentin und politische Aktivistin unterstreiche. Der Dokumentarfilm sei „malerisch, authentisch und aufrichtig“, lasse jedoch „einen gesamtheitlichen Blick“ vermissen, etwa in Bezug auf die „einheitlich freundlich und betriebsam in Erscheinung tretenden Chinesen im Film“. Zudem würden Offizielle zum Teil „ungeheuerliche Behauptungen über das chinesische Leben“ äußern, sodass der Film „klare Propaganda“ sei. Trotzdem sei The Other Half of the Sky eine „interessante, manchmal faszinierende, wenn auch einseitige Darstellung Chinas“.